# Mis canciones favoritas
Mis Canciones Favoritas (En Concierto Acústico) es un doble album de un concierto acústico (unplugged) de la cantante española Chenoa lanzado el 16 de mayo de 2003 como CD y DVD. Grabado en Barcelona en abril de 2003, incluyó algunas de sus canciones favoritas, como: Man in the Mirror de Michael Jackson, Respect y Chain of fools de Aretha Franklin o Love of my life de Queen como también versiones acústicas de sus propias canciones.  Fue lanzado en una edición limitada de 100 000 copias para los coleccionistas.

## Mis Canciones Favoritas
- Edición Limitada: 100.000 copias
- Discográfica: Sony BMG
- Fecha de Grabación: 22 y 23 de abril de 2003
- Lugar Grabación: Plató de Operación Triunfo, Barcelona
- Productores: Academia de Artistas y Chenoa (Producción musical)
- Fecha lanzamiento: 26 de mayo de 2003
- Posición más alta lista Afyve: 4
- Duración en la lista avyfe: 19 semanas
- Certificación: Oro[1]

## Pistas

### CD
- 01. Chain Of Fools - 5:15
- 02. El Tiempo Que Me Das - 5:14
- 03. Maybe This Time - 3:33
- 04. Love Of My Life - 3:40
- 05. Ain't No Shunshine - 5:12
- 06. Man In The Mirror - 4:40
- 07. Cuando tú vas - 3:52
- 08. Desnuda frente a ti - 5:10
- 09. Lia - 6:12
- 10. Respect - 6:24
- 11. Killing Me Softly - 5:10
- 12. El Centro De Mi Amor - 4:46

### DVD
- 01. Chain Of Fools
- 02. El Tiempo Que Me Das
- 03. Maybe This Time
- 04. This can't be love
- 05. Route 66
- 06. Love Of My Life
- 07. Ain´t No Shunshine
- 08. Man In The Mirror
- 09. Cuando tu vas
- 10. Desnuda frente a ti
- 11. Lia
- 12. Respect
- 13. Killing Me Softly
- 14. El Centro De Mi Amor